# Santan, Gansu
Santan (kinesiska: 三滩) är en köping i nordvästra Kina. Den ligger i Jingyuan härad i staden Baiyin i provinsen Gansu, omkring 110 kilometer nordost om provinshuvudstaden Lanzhou. Antalet invånare är 24821. Befolkningen består av 11 930 kvinnor och 12 891 män. Barn under 15 år utgör 16,0 %, vuxna 15-64 år 75 %, och äldre över 65 år 7,0 %.